# Římskokatolická farnost Hluboká nad Vltavou
Římskokatolická farnost Hluboká nad Vltavou je územním společenstvím římských katolíků v rámci vikariátu České Budějovice - venkov českobudějovické diecéze.

## O farnosti

### Historie
Farnost byla v Hluboké nad Vltavou zřízena až poměrně pozdě. Až v roce 1786. Farním kostelem byla dočasně ustanovena kaple sv. Floriána na hlubockém starém zámku. Farní kostel jako takový byl vystavěn až v letech 1845-1846 jako úplná novostavba v pseudogotickém slohu. Farnost byla v roce 1921 povýšena na děkanství, tento titul se však později přestal používat. V letech 1790-1952 existoval hlubocký vikariát.

### Současnost
Farnost má sídelního duchovního správce, který zároveň administruje ex currendo farnosti Hosín a Purkarec.
| Fotografie | Kostel                      | Místo               | Bohoslužba             | Bohoslužba                           | Poznámka     |
| ---------- | --------------------------- | ------------------- | ---------------------- | ------------------------------------ | ------------ |
|            | Kaple sv. Jana Nepomuckého  | Dasný               | neslouží se pravidelně | neslouží se pravidelně               | obecní kaple |
|            | Kostel sv. Jana Nepomuckého | Hluboká nad Vltavou | neděle středa          | 9.00 17.30 (v kapli kostela, v létě) | farní kostel |
|            | Oratorium                   | Hluboká nad Vltavou | středa                 | 17.30 (v zimě)                       | na faře      |
|            | Kaple                       | Munice              | neslouží se pravidelně | neslouží se pravidelně               | obecní kaple |